# رابطة بيتراشيفسكي

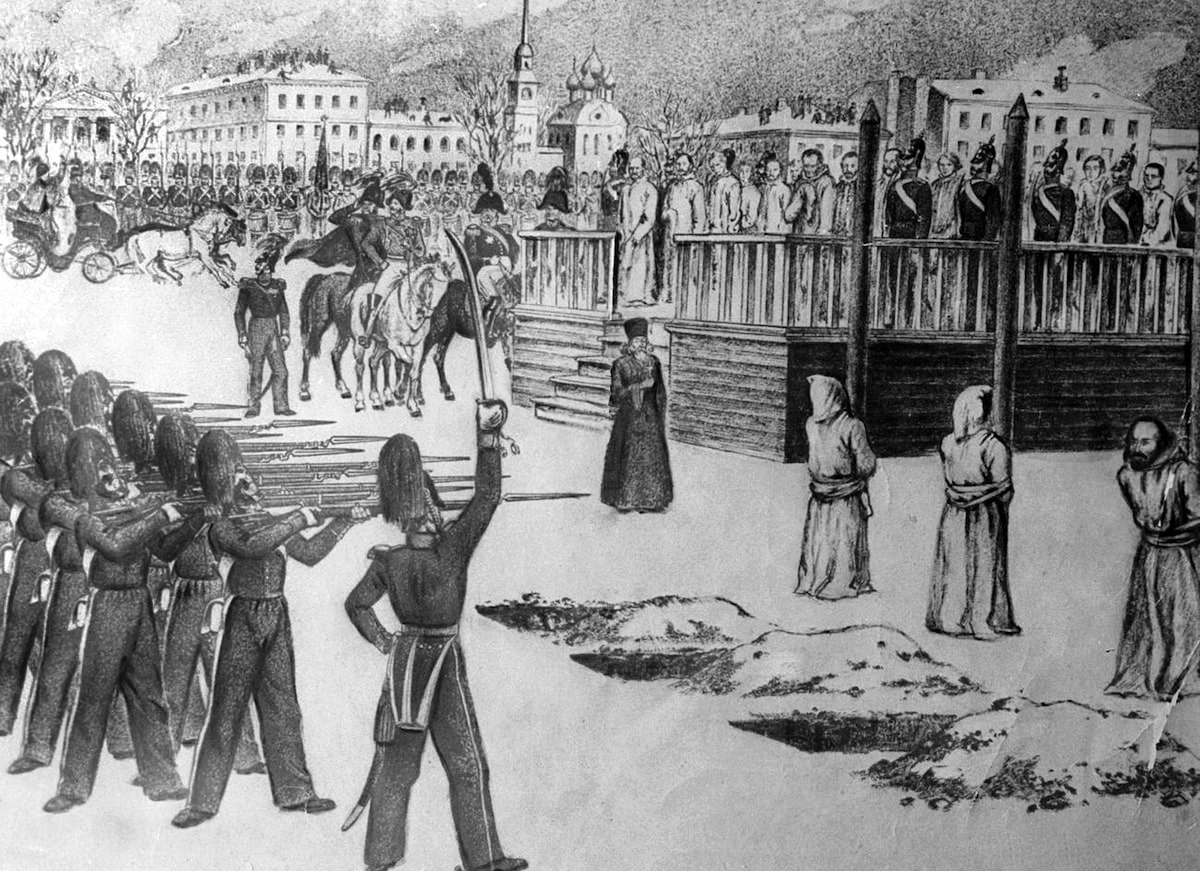
رسم توضيحي تَخيُّلي لإعدام أعضاء مجموعة بيتراشيفسكي.

رابطة بيتراشيفسكي (بالروسية: Петрашевцы) كانت حَلقة نقاشٍ روسيّة تضمّ مجموعة من الأدباء والمفكرين في أربعينيات القرن التاسع عشر في سانت بطرسبرغ تُناقش قضاياها المُعاصرة في ذلك الوقت بشكلٍ شبه سرّي. وقد نظّمها ميخائيل بيتراشيفسكي، وهو أحد أتباع شارل فورييه صاحب الفكر الاشتراكي اليوتيوبية الفرنسية. وضمن المجموعة مُهندسين وأطباء وكُتّاب ومعلمين وطُلّاب ومسؤولين حكوميين وضبّاطٍ في الجيش. وقد اختَلفوا في وجهات نظرهم السياسية، بيد أن مُعظَهم كانوا مُعارضين للاستبداد القيصري والعبودية الروسية. وعلى غرار رابطة ليوبومودري التي تأسست في وقت سابق من هذا القرن، كان الغرض من هذه الحَلقة مناقشة الفلسفة الغربية والأدب الذي تم حظره رسمياً من قبل حكومة القيصر نيكولاي الأول. وكان من أشهر أولئك الملتحقين بالرابطة هم: فيودور دوستويفسكي، وشقيقه ميخائيل دوستويفسكي، وميخائيل ششيدرين، وأليكسي بليششيف، وأبولون مايكوف، وتاراس شيفتشينكو.
كان الإمبراطور نيكولاي الأول خائفاً من امتداد ثورات الربيع الأوروبي عام 1848 إلى بلاده، لذلك قام بحظر جميع المنظمات الفكريّة الثقافية كرابطة بيتراشيفسكي. وفي عام 1849، ألقي القبض على أعضاء الحَلقة وسجنوا. وأُخِذَ السجناء من بينهم دوستويفسكي إلى سيميونوف بلاس في سان بطرسبرغ لتنفيذ حُكم الإعدام في 23 ديسمبر 1849. ولكن في آخر لحظة وقبل تنفيذ الحكم بحقه صدر مرسوم قيصري يقضي باستبدال الإعدام بثمانِ أعوام من الأعمال الشاقة في مقاطعة اومسك بسيبيريا. وقد تم تخفيض عقوبة دوستويفسكي في وقت لاحق إلى أربع سنوات من قبل الإمبراطور نفسه.

## أصل وأنشطة الرابطة
في أوائل عام 1840، حضر بيتراشيفسكي محاضرات فيكتور بوروشين على الأنظمة الاشتراكية في جامعة سانت بطرسبرغ. وكان معجباً بشدّة بالأفكار اليوتيوبية من شارل فورييه، وكرّس نفسه لنشرها. بدأ بتجميع عدّة كتبٍ ممنوعة ودعا معارفه لزيارته لغرض مناقشة الأفكار الجديدة. وبحلول عام 1845، كانت الحَلقة قد نمت بشكل كبير، وأصبح بيتراشيفسكي شخصية معروفة في الحياة الاجتماعية والفكرية في بطرسبرغ. ضمّت الرابطة الكثير من المُثقّفين وكانت تتم المناقشات باختلاف وجهات النظر الكثيرة، من الاشتراكيين الملحدين المُتأثّرين بـِ هيغل وفويرباخ، حتّى الشعراء الدينيين والفنانين الأدبيين؛ بيد أن مُعظَهم كانوا مُتّفقين على رغبة أكثَر في الحريّات الاجتماعية الروسية وحرية الرأي، وكانوا مُعارضين لأوضاع الفلّاحين والعبودية الروسية. وكان القيصر نيكولاي قد أوضح أنه يعترض أيضاً على الاستعباد، ولهذا السبب لم يكن هناك شعور بتآمر الحكومة عليهم في الرابطة في ذلك الوقت. تغيّر هذا بعد ثورات 1848 في أوروبا، عندما أصبح من الواضح أن التَغيّر الاجتماعي الأوروبي سيزحف نحو روسيا. زادَ أعضاء الرابطة، وصارت المناقشات أكثَر جديّة ومنهجيّة وسريّة. وقد وُضِعَ بيتراشيفسكي الذي كان يتباهى بكونِه ضّد الحكومة تحت رقابةً مشدّدة من الأمن. وكيل الحكومة أنتونيلي والرجل الذي كتب تقريراً عن المجموعة، ذكر في بيانِه أنهم دائماً ما ينتقدون السياسة الروسيّة والدين

## الاعتقال والمحاكمة
بعد مناقشة الأعضاء كتاب بلنسكي رسالة إلى غوغول، بدأت الاعتقالات. تم التعامل مع كل من شارك بالنقاش بشكل صارم، بل وصلت الأمر لاعتقال أشخاص لـ «عدم الإبلاغ» عن من نشَر الكتاب. وقد نجى قلّة من الأعضاء من الملاحقة القضائية وهم: فلاديمير بنجيل، وشقيقا دوستويفسكي ميخائيل وآندريه الذي بالأساس كانا مُعارِضين لنشر موادٍّ تستفز الحكومة، ونيكولاي دانيليفسكي صاحب حركة السلافوفيليا، وميخائيل ششيدرين، وأبولون مايكوف.
بعد الاعتقال في 22 أبريل 1849، احتُجِزَ الأعضاء في معقل بيتر وبول بداية، استمرّت القضيّة محل تحقيق لأربع شهور من قبل لجنة تحقيق برئاسة القيصر مع الجنرال ايفان نابوكوف وعضو مجلس الشيوخ الكونت بافيل جاجارين والكونت فاسيلي دولجوروكوفوالجنرال ياكوف روستوفتسيف ووالجنرال ليونتي دوبيلت رئيس الشرطة السرية. واستجوبت لجنة التحقيق السجناء كل على حدة استناداً إلى المعلومات التي قدمتها أنتونيلي والوثائق التي صودرت وقت القبض عليهم. وكانت المحاكمة تجري وفقاً للقانون العسكري بدلاً من القانون المدني الذي يُعتَبر أكثر تساهُلاً. ومن بين الستين رجلاً الذين اعتقلوا، حُكِم على خمسة عشر شخصاً منهم بالإعدام بإطلاق النار، والآخرون حوكِموا بالأشغال الشاقة والنفي. وبعد مراجعة القرار الذي أصدرته المحكمة العسكرية، قضت المحكمة العليا بأنه حدث خطأ قضائي وأنه يجب تنفيذ حكم الإعدام لجميع الأعضاء. وقد قَبِل وصلت للقيصر رسالة تطلب منه الرحمة لأعضاء الرابطة واستبدال الإعدام بحكم أخف.

## إبطال الحكم وتخفيفه
وافق الإمبراطور على تخفيف الحكم، ولكنه أعطى تعليماتٍ صريحة لمُنفّذي الحُكم بأن يستكملوا طقوس الإعدام ويهيّؤوا السجناء وفي اللحظة الأخيرة يُعلِنوا رَحمة الإمبراطور عليهم. وفي صباح يوم 22 ديسمبر تم نقل السجناء من زنزاناتهم دون تفسير ونقلوا إلى ساحة سيمونوفسكي في سانت بطرسبرغ لتنفيذ الإعدام الوهمي. وقد انقسموا إلى مجموعات من ثلاثة أفراد ووجّهت البنادق نحوهم. وانقضت دقيقة قبل قرع الطبول مُعلِنة أن رحمة الإمبراطور قد نزلت عليهم وأنه تم تخفيف الحكم. ووضعت الأغلال استعداداً لنقلهم إلى سيبيريا. الحكم الجديد قضى بالسجن مع الأشغال الشاقة لمدة أقصاها 8 سنوات. وبعد قضاء مدة تتراوح بين أربع وست سنوات، تم تخفيف أحكام السجناء بذهابهم للمنفى أو خدمة عسكرية.

## أعضاء الرابطة
1. ميخائيل بيتراشيفسكي، مؤسّس الرابطة وعضو مهم فيها.
2. ديمتري أخشاروموف، دكتور في جامعة سانت بطرسبرغ الحكومية.
3. فيودور دوستويفسكي، مهندس متقاعد وكاتب معروف.
4. سيرغي دوروف، مساعد جامعي.
5. فاسيلي غولوفينسكي، عضو في مجلس الشعب الروسي.
6. نيكولاي بتروفيتش غريغورييف، مُلازِم في سلاح الفرسان.
7. الكسندر ايفروبيوس، سكرتير جامعي في جامعة سانت بطرسبرغ.
8. أليكسي بليششيف، شاعر وكاتب.
9. نيكولاي سبيشنيف، سيّد مقاطعة كورسك.
10. بيوتر سيميونوف تيان شانسكي، جغرافي وإحصائي روسي.
11. كونستانتين تيمكوفسكي، عضو في مجلس الشعب الروسي.
12. فيليكس تول، رئيس كلية الهندسة.
13. بافل فيليبوف، طالب في جامعة سانت بطرسبرغ.
14. الكسندر خانيكوف، طالب في جامعة سانت بطرسبرغ.
15. رافائيل تشيرنوسفيتوف، ضابط متقاعد.
16. بيتر شابوشنيكوف، تاجر.
17. إيفان ياسترزيمبسكي، مساعد مفتش في معهد التكنولوجيا.
18. الكسندر بالاسوغلو، شاعر وضابط متقاعد في البحرية.
19. باسل كامين.
20. هيبوليت ديبو.
21. كونستانتين ديبو.
22. نيكولاي كاشكين.
23. فيدور لفوف.
24. نيكولاي مومبيلي.
25. الكسندر بالم.